# Nicholas Monroe
Nicholas Monroe (nacido el 12 de abril de 1982) es un tenista estadounidense profesional. 

## Carrera
Su ranking individual más alto lo alcanzó el 19 de septiembre de 2011 cuando trepó hasta el N.º 253, mientras que en dobles logró el puesto N.º 30 el 2 de octubre de 2017.

### 2013
Monroe junto al sudafricano Raven Klaasen alcanzaron las semifinales de la Torneo de Chennai en enero, cayendo ante el francés Benoît Paire y el suizo Stanislas Wawrinka, después de vencer sorpresivamente en cuartos de final a los favoritos Mahesh Bhupathi y Daniel Nestor.
Posteriormente disputa junto al alemán Simon Stadler, el Torneo de Buenos Aires. Llegaron a la final, cayendo ante la pareja italiana conformada por Fabio Fognini y Simone Bolelli.
Junto a su habitual compañero en dobles, el alemán Simon Stadler se presentan a disputar el  torneo de Bastad que se disputó con categoría ATP World Tour 250, y obtienen el título derrotando en la final al argentino Carlos Berlocq y al español Albert Ramos por 6-2, 3-6, 10-3.
En el mes de agosto, y nuevamente junto a Simón Stadler llega al ranking más alto de su carrera en dobles (N.º 51), tras ganar el Challenger de San Marino 2013, derrotando en la final a Daniele Bracciali y Florin Mergea por 6-4, 6-2.

### 2014
En el mes de julio pudo defender el título en el Torneo de Bastad pero esta vez fue junto al tenista local Johan Brunström para ganar de esta manera su segundo título ATP World Tour. Derrotaron en la final al dúo franco-austríaco Jérémy Chardy y Oliver Marach por 4-6, 7-65, 10-7.

## Títulos ATP (4; 0+4)

### Dobles (4)
| Leyenda                         |
| Grand Slam (0)                  |
| ATP Wourld Tour Finals (0)      |
| ATP Masters 1000 World Tour (0) |
| ATP World Tour 500 series (0)   |
| ATP World Tour 250 series (4)   |

| N.º | Fecha                 | Torneo    | Superficie    | Pareja             | Oponentes en la final       | Resultado           |
| --- | --------------------- | --------- | ------------- | ------------------ | --------------------------- | ------------------- |
| 1.  | 14 de julio de 2013   | Bastad    | Tierra batida | Simon Stadler      | Carlos Berlocq Albert Ramos | 6-2, 3-6, [10-3]    |
| 2.  | 13 de julio de 2014   | Bastad    | Tierra batida | Johan Brunström    | Jérémy Chardy Oliver Marach | 4-6, 7-6(5), [10-7] |
| 3.  | 25 de octubre de 2015 | Estocolmo | Dura (i)      | Jack Sock          | Mate Pavić Michael Venus    | 7-5, 6-2            |
| 4.  | 29 de julio de 2018   | Atlanta   | Dura          | John-Patrick Smith | Ryan Harrison Rajeev Ram    | 3-6, 7-6(5), [10-8] |

#### Finalista (9)
| N.º | Fecha                 | Torneo        | Superficie    | Pareja             | Oponentes en la final                | Resultado           |
| --- | --------------------- | ------------- | ------------- | ------------------ | ------------------------------------ | ------------------- |
| 1.  | 24 de febrero de 2013 | Buenos Aires  | Tierra batida | Simon Stadler      | Simone Bolelli Fabio Fognini         | 3-6, 2-6            |
| 2.  | 27 de julio de 2013   | Umag          | Tierra batida | Simon Stadler      | Martin Kližan David Marrero          | 1-6, 7-5, [7-10]    |
| 3.  | 26 de abril de 2015   | Bucarest      | Tierra batida | Artem Sitak        | Marius Copil Adrian Ungur            | 6–3, 5–7, [15–17]   |
| 4.  | 19 de julio de 2015   | Newport       | Hierba        | Mate Pavić         | Jonathan Marray Aisam-ul-Haq Qureshi | 6-4, 3-6, [8-10]    |
| 5.  | 1 de abril de 2017    | Miami         | Dura          | Jack Sock          | Lukasz Kubot Marcelo Melo            | 5-7, 3-6            |
| 6.  | 1 de octubre de 2017  | Shenzhen      | Dura          | Nikola Mektić      | Alexander Peya Rajeev Ram            | 3-6, 2-6            |
| 7.  | 25 de febrero de 2018 | Delray Beach  | Dura          | John-Patrick Smith | Jack Sock Jackson Withrow            | 6-4, 4-6, [8-10]    |
| 8.  | 6 de mayo de 2018     | Estambul      | Tierra batida | Ben McLachlan      | Dominic Inglot Robert Lindstedt      | 6-3, 3-6, [8-10]    |
| 9.  | 23 de agosto de 2019  | Winston-Salem | Dura          | Tennys Sandgren    | Łukasz Kubot Marcelo Melo            | 7-6(6), 1-6, [3-10] |